# Karo Parisyan
Karapet «Karo» Parisyan (armenio: Կարապետ Փարիզյան; 28 de agosto de 1982) es un judoca y artista marcial mixto armenio-estadounidense. Competidor profesional de AMM desde 1999, Parisyan es un ex campeón de peso welter de WEC y también ha competido en Ultimate Fighting Championship (UFC), Bellator MMA e Impact FC.

## Primeros años
Parisyan nació en Ereván, República Socialista Soviética de Armenia, Unión Soviética (actual Armenia). Su familia emigró a Estados Unidos cuando él tenía seis años. Parisyan comenzó a entrenar judo cuando tenía nueve años con su compatriota armenio Gokor Chivichyan. Parisyan declaró que su padre comenzó a llevarlo a lecciones de judo porque golpeaba a sus hermanas y el judo sería una salida efectiva para que Parisyan sacara su ira. Sin embargo, en un libro que publicó, Parisyan escribió que su padre lo introdujo al judo para curar su pereza. A la edad de diez años, Parisyan estaba entrenando su judo tanto con Chivichyan como con Gene LeBell.

## Carrera en artes marciales mixtas

### Hayastan Grappling System
Durante más de trece años, Parisyan se desarrolló bajo el Hayastan Grappling System (también conocido como Hayastan Wrestling), un estilo desarrollado por Gokor Chivichyan y Gene LeBell, que combina elementos de judo, sambo, catch wrestling, lucha grecorromana y lucha libre. Parisyan continuó entrenando en la Academia Hayastan con Gokor y Gene hasta finales de 2005. A principios de 2012, Karo mencionó en una entrevista que había regresado a la Academia Hayastan.

### Judo
Parisyan tiene seis campeonatos nacionales juveniles en su haber y compitió en las pruebas de judo olímpico antes de los Juegos Olímpicos de Atenas 2004. Escribió que ir a los Juegos Olímpicos era su sueño y que las artes marciales mixtas eran solo una salida para su aburrimiento. Durante las pruebas, recibió una llamada de la gerencia de UFC y fue invitado a competir. Aceptó porque necesitaba dinero. Pero después de la pelea contra Dave Strasser, sus costillas necesitaban recuperación y decidió renunciar a las pruebas.
Perdió su primera pelea ante Sean Sherk en una decisión controvertida. En una revancha inmediata, Parisyan no pudo salir de su esquina y luego explicó que había estado sufriendo de un virus estomacal.

### Ultimate Fighting Championship
Parisyan hizo su debut en UFC el 23 de septiembre de 2003, venciendo a Dave Strasser con un kimura. En su próxima pelea, Parisyan luchó contra Georges St-Pierre y perdió por decisión unánime. Durante la pelea, Parisyan intentó dos kimuras, sin embargo, Parisyan no pudo asegurarlos ya que St-Pierre defendió ambos intentos. Parisyan se convirtió en el primer luchador en llegar hasta el final con St-Pierre. Luego pasó a ganar el título de peso welter de WEC, derrotando a Shonie Carter. Luego regresó a la UFC, donde obtuvo victorias consecutivas por decisión sobre Nick Diaz, Chris Lytle y Matt Serra.
La próxima pelea de Parisyan se llevó a cabo en UFC 56, donde se enfrentó al campeón de peso welter de UFC Matt Hughes. Sin embargo, Parisian sufrió una lesión en el tendón de la corva y se vio obligado a retirarse. Joe Riggs tomó su lugar. Después luchó contra Nick Thompson en UFC 59 y ganó por rendición (golpes) en el primer asalto.
Parisyan posteriormente luchó contra Diego Sánchez en UFC Fight Night 6. Perdió por decisión unánime. La pelea fue elegida como la pelea del año 2006 por el Wrestling Observer Newsletter.
Luego de la derrota ante Sánchez, Parisyan obtuvo tres victorias consecutivas sobre Drew Fickett, Josh Burkman y Ryo Chonan, todas por decisión unánime.
Parisyan perdió por TKO ante Thiago Alves en UFC Fight Night: Florian vs. Lauzon (también conocido como UFC Fight Night 13) en el segundo asalto. Alves mostró buena resistencia contra la ofensiva cuerpo a cuerpo de Parisyan y finalizó a Parisyan con un rodillazo desde el amarre, seguido de golpes.
Parisyan estaba programado para pelear contra Yoshiyuki Yoshida en UFC 88, pero una lesión en la espalda lo obligó a abandonar la pelea justo antes del pesaje.
Después de recuperarse de su lesión en la espalda, Parisyan regresó a UFC 94 el 31 de enero de 2009 en Las Vegas contra Dong Hyun Kim. Parisyan derrotó a Kim en una polémica decisión dividida. Después de la pelea, Parisyan dio positivo por los analgésicos prohibidos hidrocodona, hidromorfona y oximorfona. Parisyan ha declarado que tiene una receta para los medicamentos debido a una lesión grave en la espalda o los isquiotibiales. Parisyan fue suspendido en espera de una audiencia completa a mediados de marzo. El 17 de marzo de 2009, la NSAC suspendió a Parisyan durante nueve meses y dictaminó que su victoria por decisión fue «Sin resultado».
Parisyan estaba programado para pelear contra Dustin Hazelett en UFC 106, pero se retiró de la pelea el 19 de noviembre, el día antes del pesaje. El presidente de UFC, Dana White, respondió a la situación en su Twitter afirmando que Parisyan «no peleará el sábado ni nunca más en UFC». White también afirmó que tenía «una larga lista de excusas». Más tarde ese día, Neil Melanson, un viejo amigo y compañero de entrenamiento de Parisyan, divulgó al sitio de noticias de AMM Five Ounces Of Pain que Parisyan ha estado luchando contra una adicción a los analgésicos que se remonta a una lesión sufrida mientras entrenaba para una pelea.

### Post-UFC
Parisyan entró en conversaciones con Strikeforce, buscando continuar su carrera en las artes marciales mixtas en los Estados Unidos, pero no tuvo éxito.
La pelea de regreso de Parisyan se llevó a cabo el 10 de julio de 2010 para Impact FC 1. Inicialmente estaba programado para enfrentar a Luis Dutra Jr., pero Dutra terminaría siendo excluido de la cartelera con un bíceps desgarrado. El nuevo oponente de Parisyan era Ben Mortimer, a quien Parisyan derrotaría con una estrangulación (rear naked choke) a los 4:18 del segundo asalto.

### Regreso a la UFC
El 2 de septiembre de 2010, se anunció que Karo regresaría a la UFC. Se enfrentó a Dennis Hallman en UFC 123 en noviembre. Hallman derrotó a Parisyan por nocaut técnico debido a golpes a las 1:47 en el primer asalto. En una conversación con el periodista Ariel Helwani después de UFC 123, el presidente de UFC, Dana White, declaró que cree que Parisyan ya no peleará en UFC.

### Promociones independientes
Parisyan luchó contra el promocionado prospecto canadiense Ryan Ford el 19 de mayo de 2011 en MMA Live 1 en Londres, Ontario, Canadá. Fue capaz de neutralizar la fuerza y el poder de Ford al aplicar sus derribos, ya que parecía que el primer y segundo asalto estaban a favor de Parisyan, pero fue atrapado en el tercer asalto por un rodillazo en la cabeza que resultó en un corte sobre el ojo izquierdo de Parisyan, el que terminaría la pelea por nocaut técnico debido a la detención de un médico.
Parisyan luchó contra Jordan Smith el 14 de septiembre en Amazon Forest Combat 1, en Brasil. Después de una larga y dura batalla, Parisyan perdió la pelea por decisión dividida.
Se esperaba que peleara contra Dave Menne el 31 de marzo de 2012, pero Menne se vio obligado a abandonar la pelea por una lesión. Parisyan en cambio luchó contra Thomas Denny. Ganó por decisión unánime.
Parisyan estaba programado para pelear contra Shamar Bailey en el evento principal de ShoFIGHT 20 en Springfield, Misuri, por el título vacante de peso wélter el 16 de junio de 2012. Sin embargo, Bailey se vio obligado a abandonar la cartelera debido a una lesión y fue reemplazado por su compañero veterano de UFC John Gunderson. Después de ser aturdido por una rodilla de Gunderson, que resultó en una fractura de pómulo, Parisyan fue atrapado en un estrangulamiento de guillotina y perdió la pelea por rendición. Parisyan dijo después de la pelea que se rindió debido a la presión en su pómulo y que no lo estaban estrangulando.
Se esperaba que Parisyan peleara contra David Bielkheden en Malmö, Suecia, el 6 de octubre de 2012, pero se retiró de la pelea por motivos personales y fue reemplazado por Marcus Davis. Parisyan dijo en ese momento: «Todo el mundo sabe que ha sido un camino difícil para mí en los últimos dos años. He tratado de reenfocarme y volver a poner a la gente de cabeza, pero no ha sido lo mismo. No quiero quitarle nada a mi oponente, pero mi última pelea fue devastadora para mí. Mi manager y yo tuvimos una larga conversación, y él me puso en contacto con un psicólogo deportivo. En este punto, necesito escuchar a mi médico y reenfocarme en mi vida, no pelear. Si Dios quiere, pelear volverá a mi vida en algún momento, pero por ahora solo necesito concentrarme en que Karo regrese a Karo».
Parisyan derrotó a Tiger Bonds con una armbar en el primer asalto el 29 de septiembre de 2012 en un evento Gladiator Challenge.
Parisyan luego peleó el 28 de octubre de 2012 contra Edward Darby y ganó con una armbar en el primer asalto.

### Bellator
La primera pelea de Parisyan en Bellator fue contra su compañero judoca Rick Hawn en Bellator 95. Parisyan y Hawn se habían enfrentado dos veces en competencias de judo anteriormente, y Hawn ganó sus dos combates en el Judo US Open. En su pelea de Bellator, Parisyan perdió por nocaut técnico en el segundo asalto.
Se esperaba que Parisyan se enfrentara al competidor de Fight Master, Cristiano Souza, en Bellator 106, pero se retiró debido a una lesión.
Parisyan se enfrentó a Ron Keslar el 11 de abril de 2014 en Bellator 116. Ganó la pelea por nocaut en el segundo asalto, marcando la primera victoria por KO de su carrera en AMM.
Parisyan se enfrentó al recién llegado a Bellator y excompañero de entrenamiento Phil Baroni el 25 de julio de 2014 en Bellator 122. Ganó la pelea por nocaut técnico en el primer asalto.
Se esperaba que Parisyan se enfrentara a Marius Žaromskis en Bellator 127 el 3 de octubre de 2014. Sin embargo, Žaromskis fue retirado de la pelea para pelear en otra fecha. Fernando Gonzalez intervino como reemplazo. Parisyan perdió la pelea por nocaut técnico en el primer asalto. Sin embargo, Gonzalez posteriormente falló una prueba de drogas, y fue multado y suspendido por un mes.

## Campeonatos y logros

### Artes marciales mixtas
- World Extreme Cagefighting
  - Campeonato de peso welter WEC (una vez)
- Wrestling Observer Newsletter
  - Pelea del año 2006 contra Diego Sánchez el 17 de agosto

### Luchas de rendición

#### Judo
- Cinturón negro en judo con Gokor Chivichyan y Gene LeBell
- Campeón internacional de judo (4)
- Campeón nacional junior (6)
- Medallista panamericano de judo (plata)

#### Jiu jitsu brasileño
- Cinturón negro en jiu-jitsu brasileño
- Campeón nacional de BJJ

## Registro en artes marciales mixtas
| Resultado     | Récord    | Oponente             | Método                           | Evento                                    | Fecha                    | Asalto | Tiempo | Localización                                    | Notas |
| ------------- | --------- | -------------------- | -------------------------------- | ----------------------------------------- | ------------------------ | ------ | ------ | ----------------------------------------------- | ----- |
| Derrota       | 24–12 (1) | Jose Diaz            | TKO (retiro)                     | Extreme Fighters MMA: Ready for War       | 7 de octubre de 2017     | 1      | 5:00   | Long Beach, California, Estados Unidos          |       |
| Derrota       | 24–11 (1) | Fernando Gonzalez    | TKO (golpes)                     | Bellator 127                              | 3 de octubre de 2014     | 1      | 1:43   | Temecula, California, Estados Unidos            |       |
| Victoria      | 24–10 (1) | Phil Baroni          | TKO (golpes)                     | Bellator 122                              | 25 de julio de 2014      | 1      | 2:06   | Temecula, California, Estados Unidos            |       |
| Victoria      | 23–10 (1) | Ron Keslar           | KO (golpes)                      | Bellator 116                              | 11 de abril de 2014      | 2      | 4:05   | Temecula, California, Estados Unidos            |       |
| Derrota       | 22–10 (1) | Rick Hawn            | TKO (golpes)                     | Bellator 95                               | 4 de abril de 2013       | 2      | 1:55   | Atlantic City, Nueva Jersey, Estados Unidos     |       |
| Victoria      | 22–9 (1)  | Edward Darby         | Rendición (armbar)               | Gladiator Challenge: Heat Returns         | 28 de octubre de 2012    | 1      | 2:10   | San Jacinto, California, Estados Unidos         |       |
| Victoria      | 21–9 (1)  | Tiger Bonds          | Rendición (armbar)               | Gladiator Challenge: King Of The Mountain | 29 de septiembre de 2012 | 1      | 1:03   | San Diego, California, Estados Unidos           |       |
| Derrota       | 20–9 (1)  | John Gunderson       | Rendición (guillotine choke)     | ShoFight 20                               | 16 de junio de 2012      | 1      | 2:47   | Springfield, Misuri, Estados Unidos             |       |
| Victoria      | 20–8 (1)  | Thomas Denny         | Decisión (unánime)               | WMMA 1 - Fighting for a Better World      | 31 de marzo de 2012      | 2      | 4:18   | El Paso, Texas, Estados Unidos                  |       |
| Derrota       | 19–8 (1)  | Jordan Smith         | Decisión (dividida)              | Amazon Forest Combat 1                    | 14 de septiembre de 2011 | 3      | 5:00   | Manaos, Brasil                                  |       |
| Derrota       | 19–7 (1)  | Ryan Ford            | TKO (corte)                      | JEG - MMA Live 1                          | 19 de mayo de 2011       | 3      | 1:26   | London, Ontario, Canadá                         |       |
| Derrota       | 19–6 (1)  | Dennis Hallman       | TKO (golpes)                     | UFC 123: Rampage vs. Machida              | 20 de noviembre de 2010  | 1      | 1:47   | Auburn Hills, Míchigan, Estados Unidos          |       |
| Victoria      | 19–5 (1)  | Ben Mortimer         | Rendición (rear-naked choke)     | Impact FC 1: The Uprising                 | 10 de julio de 2010      | 2      | 4:18   | Brisbane, Australia                             |       |
| Sin resultado | 18–5 (1)  | Dong Hyun Kim        | Sin resultado                    | UFC 94: St-Pierre vs. Penn 2              | 31 de enero de 2009      | 3      | 5:00   | Las Vegas, Nevada, Estados Unidos               |       |
| Derrota       | 18–5      | Thiago Alves         | TKO (golpes)                     | UFC Fight Night: Florian vs. Lauzon       | 2 de abril de 2008       | 2      | 0:34   | Broomfield (Colorado), Colorado, Estados Unidos |       |
| Victoria      | 18–4      | Ryo Chonan           | Decisión (unánime)               | UFC 78: Validation                        | 17 de noviembre de 2007  | 3      | 5:00   | Newark, Nueva Jersey, Estados Unidos            |       |
| Victoria      | 17–4      | Josh Burkman         | Decisión (unánime)               | UFC 71: Liddell vs. Jackson               | 26 de mayo de 2007       | 3      | 5:00   | Las Vegas, Nevada, Estados Unidos               |       |
| Victoria      | 16–4      | Drew Fickett         | Decisión (unánime)               | UFC Fight Night: Sanchez vs. Riggs        | 13 de diciembre de 2006  | 3      | 5:00   | San Diego, California, Estados Unidos           |       |
| Derrota       | 15–4      | Diego Sánchez        | Decisión (unánime)               | UFC Fight Night 6                         | 17 de agosto de 2006     | 3      | 5:00   | Las Vegas, Nevada, Estados Unidos               |       |
| Victoria      | 15–3      | Nick Thompson        | TKO (golpes)                     | UFC 59: Reality Check                     | 15 de abril de 2006      | 1      | 4:44   | Anaheim, California, Estados Unidos             |       |
| Victoria      | 14–3      | Matt Serra           | Decisión (unánime)               | UFC 53: Heavy Hitters                     | 4 de junio de 2005       | 3      | 5:00   | Atlantic City, Nueva Jersey, Estados Unidos     |       |
| Victoria      | 13–3      | Chris Lytle          | Decisión (unánime)               | UFC 51: Super Saturday                    | 5 de febrero de 2005     | 3      | 5:00   | Las Vegas, Nevada, Estados Unidos               |       |
| Victoria      | 12–3      | Nick Diaz            | Decisión (dividida)              | UFC 49: Unfinished Business               | 21 de agosto de 2004     | 3      | 5:00   | Las Vegas, Nevada, Estados Unidos               |       |
| Victoria      | 11–3      | Shonie Carter        | Decisión (unánime)               | WEC 10 - Bragging Rights                  | 21 de mayo de 2004       | 3      | 5:00   | Lemoore, California, Estados Unidos             |       |
| Derrota       | 10–3      | Georges St-Pierre    | Decisión (unánime)               | UFC 46: Supernatural                      | 31 de enero de 2004      | 3      | 5:00   | Las Vegas, Nevada, Estados Unidos               |       |
| Victoria      | 10–2      | Dave Strasser        | Rendición (kimura)               | UFC 44: Undisputed                        | 26 de septiembre de 2003 | 1      | 3:52   | Las Vegas, Nevada, Estados Unidos               |       |
| Victoria      | 9–2       | Fernando Vasconcelos | Decisión (unánime)               | King of the Cage 22                       | 23 de marzo de 2003      | 3      | 5:00   | San Jacinto, California, Estados Unidos         |       |
| Victoria      | 8–2       | Antonio McKee        | Decisión (unánime)               | Ultimate Cage Fighting 3                  | 15 de febrero de 2003    | 3      | 5:00   | Hollywood, California, Estados Unidos           |       |
| Victoria      | 7–2       | Darrell Smith        | Rendición (armbar)               | Reality Submission Fighting 3             | 30 de marzo de 2001      | 1      | 0:59   | Belleville, Illinois, Estados Unidos            |       |
| Derrota       | 6–2       | Sean Sherk           | TKO (detención desde la esquina) | Reality Submission Fighting 2             | 5 de enero de 2001       | 1      | 16:20  | Belleville, Illinois, Estados Unidos            |       |
| Derrota       | 6–1       | Sean Sherk           | Decisión (unánime)               | Reality Submission Fighting 1             | 10 de octubre de 2000    | 1      | 18:00  | Belleville, Illinois, Estados Unidos            |       |
| Victoria      | 6–0       | Guido Jennings       | Rendición (anaconda choke)       | Kage Kombat 16                            | 7 de junio de 1999       | 1      | 6:33   | California, Estados Unidos                      |       |
| Victoria      | 5–0       | Justin Bumphus       | Rendición (rear-naked choke)     | ESF: Empire One                           | 15 de mayo de 1997       | 1      | N/A    | Corona, California, Estados Unidos              |       |
| Victoria      | 4–0       | Scott Davis          | Rendición (armbar)               | Kage Kombat 14                            | 5 de abril de 1999       | 1      | 2:16   | Los Ángeles, California, Estados Unidos         |       |
| Victoria      | 3–0       | Jason Rittgers       | Rendición (armbar)               | Kage Kombat 14                            | 5 de abril de 1999       | 1      | 1:58   | Los Ángeles, California, Estados Unidos         |       |
| Victoria      | 2–0       | Zach McKinney        | Rendición (armbar)               | Kage Kombat 12                            | 1 de febrero de 1999     | 1      | 0:23   | Los Ángeles, California, Estados Unidos         |       |
| Victoria      | 1–0       | Brian Warren         | Rendición (ankle lock)           | Kage Kombat 12                            | 1 de febrero de 1999     | 1      | 0:44   | Los Ángeles, California, Estados Unidos         |       |